# Brachycephalus verrucosus
Brachycephalus verrucosus é uma espécie de anfíbio da família Brachycephalidae. Endêmica do Brasil, pode ser encontrada no Morro da Tromba no município de Joinville, estado de Santa Catarina.